# Braunsapis anthracina
Braunsapis anthracina är en biart som beskrevs av Reyes 1993. Braunsapis anthracina ingår i släktet Braunsapis och familjen långtungebin. Inga underarter finns listade.

## Bildgalleri

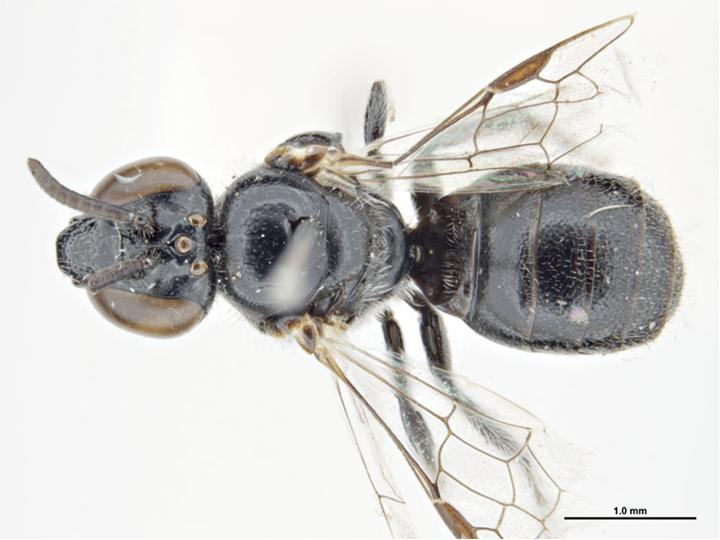
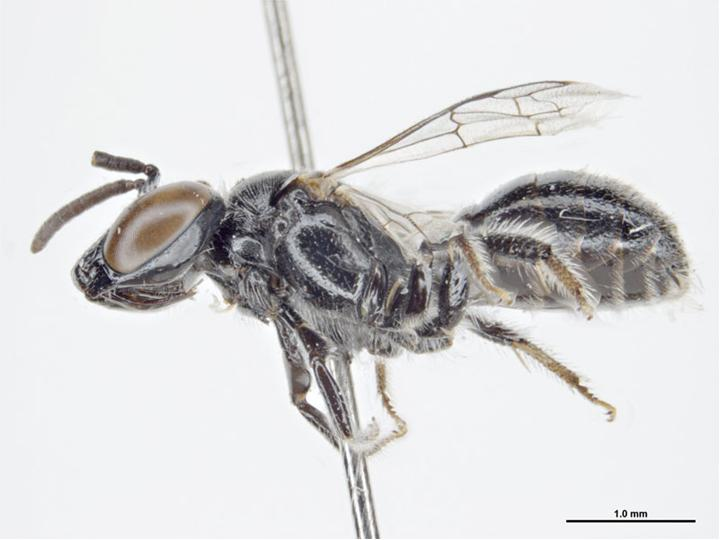